# Mojmir I.
Mojmir I. (auch Moimir, Moymir; † wahrscheinlich August 846) war von spätestens um 830 bis 846 der erste historisch belegte Herrscher der Mährer (dux Maravorum) und Namensgeber der mährischen Mojmiriden-Dynastie.
Über Mojmirs Herkunft und Herrschaftsführung ist nichts bekannt, jedoch wird ihm von Historikern die spätestens um 833 erfolgte Vereinigung der mährischen Slawen in einem gemeinsamen Mährerreich zugeschrieben. Die Fragen nach der Annahme des Christentums durch Mojmir und seiner Rolle bei der Christianisierung Mährens sind Gegenstand wissenschaftlicher Debatten. Historiker, die Mojmir als christlichen Herrscher betrachten, führen die von einer späten Quelle überlieferte Taufe „aller Mährer“ durch den Passauer Bischof Reginhar im Jahr 831 auf sein Wirken zurück. Im Jahr 846 wurde er vom ostfränkischen König Ludwig dem Deutschen durch seinen Neffen Rastislav ersetzt.

## Herkunft
Zuverlässige Belege über Mojmirs Herkunft gibt es nicht. Nach ihm ist die mährische Dynastie der Mojmiriden benannt, obwohl er möglicherweise nicht deren erster Herrscher war. Laut einer von Tomáš Pešina z Čechorodu (1629–1680) mitgeteilten späten Überlieferung stammen die Mojmiriden direkt vom frühen Slawenherrscher Samo (623–658) ab. Pešinas Aufzeichnungen zufolge war Mojmir I. der Sohn eines gleichnamigen mährischen Fürsten „Mojmir“, der angeblich vom Passauer Bischof Urolf zwischen 804 und 806 getauft wurde und von 811 bis 820 über die Mährer geherrscht haben soll. Dieser historisch unbelegte Mojmir soll drei Söhne gehabt haben: Ljudevit, Boso und Mojmir I. (in der Tradition als Mojmir II. angeführt), der sein Nachfolger wurde. Die Regierungszeit Mojmirs I. dauerte dann laut der Überlieferung von 820 bis 842.
Einer anderen Theorie zufolge war Vojnomir – ein slawischer Markgraf des 8. Jahrhunderts, der in den Diensten von Erich von Friaul stand – ein Vorgänger Mojmirs. Der Name Mojmir (geschrieben auch Moimar, Moymar) deutet laut manchen Forschern auf eine alanische Herkunft der Dynastie bzw. der Mährer überhaupt hin. Solche Hypothesen gibt es jedoch auch in Bezug auf Anten, Russen, Kroaten und Serben.

## Fürst der Mährer

### Machtpolitik

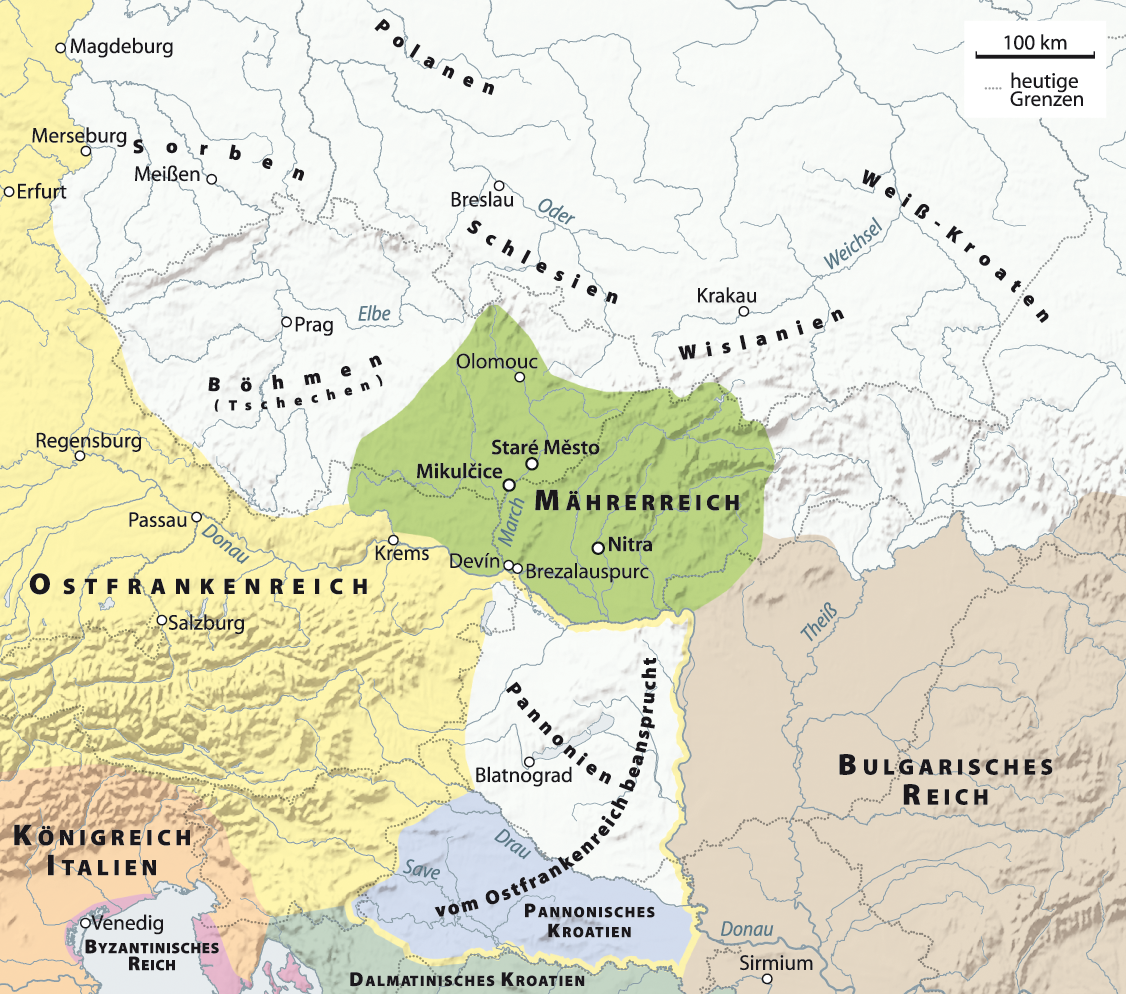
Ungefähre Grenzen Mährens unter Fürst Mojmir I.

Mojmir I. setzte sich in den 820er Jahren oder spätestens um 830 als Machthaber von Mähren durch. Die Anfänge der mährischen Reichsbildung bleiben völlig unklar, jedoch fällt auf, dass – im Gegensatz zu Böhmen und Polen – in Mähren im 9. Jahrhundert die alten Stämme bereits verschwunden waren. Somit muss die Zentralisierung hier früher eingesetzt haben als in den benachbarten Ländern.
Die Mährer selbst werden in den schriftlichen Quellen erstmals 822 erwähnt. Im Bericht der Annales regni Francorum zu diesem Jahr sind sie unter den slawischen Völkern aufgelistet, die dem fränkischen Kaiser Ludwig dem Frommen Tribute brachten. Möglicherweise wurden ihre Gesandten jedoch schon 811 in Aachen und 815 in Paderborn von den karolingischen Kaisern empfangen. Da die Mährer und ihr Gebiet 817 noch nicht als Bestandteil des bayerischen Königreiches Ludwigs des Deutschen erwähnt werden, erkannten sie vermutlich erst zwischen 817 und 822 die Tributpflicht gegenüber dem Frankenreich an. Fortan sahen die Franken Mähren als ein von ihrem Reich abhängiges Tributärfürstentum an. Allerdings respektierte die fränkische Politik die Macht des östlichen Nachbarn, dessen Herrschaftsgebiet als „Reich der Maraven“ (regnum Maravorum) bezeichnet wurde.
Die das Land durchziehenden Fernhandelsstraßen und der mit dem Fernhandel einhergehende Wohlstand begünstigten die rasche Machtausweitung des mährischen Fürsten. Archäologische und schriftliche Quellen belegen, dass der mährische Adel einen beträchtlichen Wohlstand genoss und einen aristokratischen Lebensstil pflegte, der dem der Franken nicht unähnlich war.
Um das Jahr 833 verbannte Mojmir I. den rivalisierenden Machthaber Pribina aus Mähren. Dieser hatte zuvor in der Stadt Nitra („Nitrava“) eine Kirche gebaut und durch den Salzburger Erzbischof Adalram weihen lassen. Dies stand im Zusammenhang mit dem Anspruch Salzburgs auf dieses Territorium als Missionsgebiet. Die genaue Stellung von Pribina ist unter Historikern umstritten. So bezeichnen ihn manche als Herrscher eines eigenständigen Fürstentums Nitra, während andere ihn für einen mährischen Statthalter Mojmirs I. und möglicherweise ein Mitglied der Mojmiriden-Dynastie halten. Falls Pribina der Fürst eines eigenen politischen Gebildes mit Zentrum in Nitra war, ist spätestens mit seiner Verbannung und der Vereinigung beider Fürstentümer unter Mojmirs Herrschaft das Mährerreich („Großmähren“) entstanden. Pribina ließ sich nach seiner Verbannung in Traismauer taufen und erhielt später von Ludwig dem Deutschen ein eigenes Fürstentum in Unterpannonien zugeteilt, welches als Bollwerk gegen die Mährer und Bulgaren dienen sollte.

„Als dies geschehen war, übernahm ein gewisser Ratbodus die Verteidigung der Grenze. Zu seiner Zeit wurde ein gewisser Priwina von Moimarus, dem Fürsten der Mährer, oberhalb der Donau vertrieben und kam zu Ratbodus. […] Ihm [Priwina] hatte einst Erzbischof Adalram auf dessen Eigen in Neutra eine Kirche geweiht.“

Die Grenzen des mährischen Staates unter Mojmir I. sind nicht genau bekannt. Die unzureichende Überlieferung und die Schwierigkeiten, einzelne Orte zu identifizieren, erschweren die Abgrenzung des Herrschaftsbereichs. Jedenfalls dürfte er sich im Westen bis zur Böhmisch-Mährischen Höhe, im Süden bis an die Donau und im Osten mindestens bis über das untere Waagtal erstreckt haben. Die Machtzentren befanden sich einerseits entlang des Flusses March (slawisch: Morava), wohl in den heute mährischen Orten Mikulčice und Staré Město, andererseits (spätestens seit den 830ern) im slowakischen Nitra. Alternative Theorien, die das Mährerreich südlich der Donau, am serbischen Fluss Morava, oder sogar im westlichen Rumänien lokalisieren, stellen in der Fachwelt eine Minderheitsmeinung dar.
Den Aufzeichnungen des Bayerischen Geographen zufolge, dessen Eintrag zu den Mährern („Marharii“) deren Situation zwischen 817 und 843 beschreiben dürfte, verfügten die Mährer zu dieser Zeit über insgesamt 11 „civitates“ (Burgen oder Städte). Archäologische Grabungen belegen eine hochstehende materielle Kultur und relativ große Agglomerationen.

### Christianisierung
Das Gebiet der Mährer wurde im Jahr 796 ein Missionsgebiet von Passau und um das Jahr 800 entstanden hier die ersten Kirchen. Unter Mojmir zeigte Mähren dann die typischen Anzeichen einer im Wandel begriffenen Gesellschaft. Obwohl der Widerstand gegen die Annahme des Christentums wie auch anderswo wohl groß war, gibt es in Mähren keine archäologischen Hinweise auf einen paganen Aufstand. Daher besteht die Möglichkeit, dass zwischen dem neuen und dem alten Kult eine zeitweilige gegenseitige Duldung bestand. Pagane Praktiken scheinen unter Mojmir bis zu einem gewissen Grad weiterhin toleriert worden zu sein, da eine Kultstätte in der zentralen mährischen Burganlage in Mikulčice bis Mitte des 9. Jahrhunderts parallel mit den christlichen Kirchen genutzt wurde. Die Mainzer Synode beschied den reichsangehörigen Mährern erst 852 ein „rohes Christentum“.
Mojmirs Taufe und seine Rolle bei der Christianisierung der mährischen Slawen sind unter Historikern umstritten. Während deutsche und österreichische Forscher relativ skeptisch sind und Mojmir entweder als Repräsentanten „einer noch heidnischen Herrschersippe“ oder als „vielleicht selbst getauft“ bezeichnen, halten ihn slowakische, tschechische und amerikanische Historiker für einen Christen. So datiert Alexis P. Vlasto aufgrund von archäologischen Quellen Mojmirs Taufe bereits in den Zeitraum zwischen 818 und 825. Das am häufigsten genannte Datum ist jedoch das Jahr 831. Für dieses Jahr erwähnt Albert Behaim in seiner im 13. Jahrhundert verfassten Geschichte der Passauer Bischöfe und bayerischen Herzöge, dass der Passauer Bischof Reginhar „alle Mährer“ getauft habe. Mit Verweis darauf, dass Behaim die Notiz sehr wahrscheinlich von einer zuverlässigen Quelle übernommen habe und die Angabe vor allem sehr gut zur Situation in Mähren am Anfang der 830er Jahre passe, wird die Nachricht trotz ihrer späten Bezeugung von slowakischen und tschechischen Historikern als relativ verlässlich eingestuft. Bei der erwähnten Taufe „aller Mährer“ 831 dürfte es sich entweder um eine Taufe des Fürsten Mojmir I., seiner Familie und seines engsten Gefolges oder, falls Mojmir bereits getauft war, um eine Taufe der gesamten mährischen Nation gehandelt haben. Im Falle einer Massentaufe wäre Mähren dann auf dem Weg gewesen, ein „christlicher Staat“ zu werden, da Mojmir I. dann die Massentaufe nicht mehr als Stammesfürst, sondern als Fürst eines entstehenden Staates durchgesetzt hat.
Bezüglich der Kirchenorganisation bestand bis 829 ein Konflikt zwischen dem Bistum Passau und dem Erzbistum Salzburg, da die Salzburger Erzbischöfe ebenfalls Anspruch auf die betreffenden Gebiete erhoben und Passaus Missionsrecht nicht anerkannten. Zu den Höhepunkten des Eingreifens des Salzburger Erzbischofs Adalram (821–836) in die Diözesan- und Missionsrechte Passaus gehörte dessen Weihung einer Kirche in Nitra. Letzten Endes setzte sich aber Passau unter Bischof Reginhar (818–838) gegen Salzburg durch, als König Ludwig der Deutsche im November 829 die alten Diözesengrenzen bestätigte.

### Ende der Herrschaft und Nachfolge

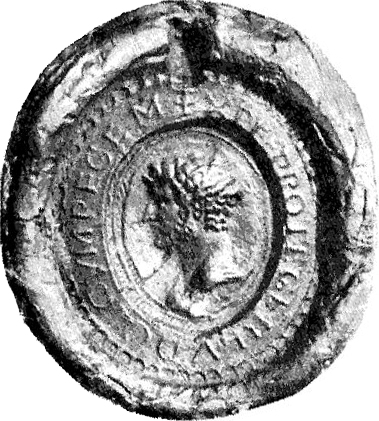
Siegel Ludwigs des Deutschen

Die genauen Umstände des Endes der Herrschaft Mojmirs I. sind umstritten. Die Annales Fuldenses berichten zum Jahr 846:

„[Ludwig der Deutsche] unternahm ungefähr Mitte August einen Feldzug gegen die mährischen Slawen, welche abzufallen versuchten. Nach der Herstellung der Ordnung und nachdem er die Dinge nach seinem Willen geregelt hatte, bestimmte er ihnen Moimars Neffen Rastiz als dux. Von hier aus kehrte er unter großen Schwierigkeiten und großen Kriegsverlusten über Böhmen zurück in die Heimat.“

Aufgrund der sehr allgemeinen Formulierung ist es relativ schwierig, einen sicheren Rückschluss auf die Umstände des Eingreifens Ludwigs des Deutschen in Mähren zu ziehen. So wird die fränkische Invasion in Mähren von Historikern entweder auf eine rebellische Unabhängigkeitspolitik Mojmirs I. – wohl Verweigerung der Tributzahlung – zurückgeführt, die zu seiner Absetzung durch Ludwig geführt habe, oder auf den Tod Mojmirs, der zu Nachfolgestreitigkeiten unter den Mährern führte und Ludwig zum Eingreifen bewog. Möglicherweise war der fränkische Einmarsch in Mähren aber auch nur Teil der seit 845 unternommenen systematischen Offensive Ludwigs gegen alle slawischen Stämme entlang der Ostgrenze, um deren Abhängigkeit vom 843 neuentstandenen Ostfrankenreich durchzusetzen. Das noch unter Karl dem Großen an der Ostgrenze aufgebaute System tributär-vasallenhafter Abhängigkeit scheint seit der innerfränkischen Krise in den 830er Jahren praktisch zusammengebrochen zu sein.

## Rezeption

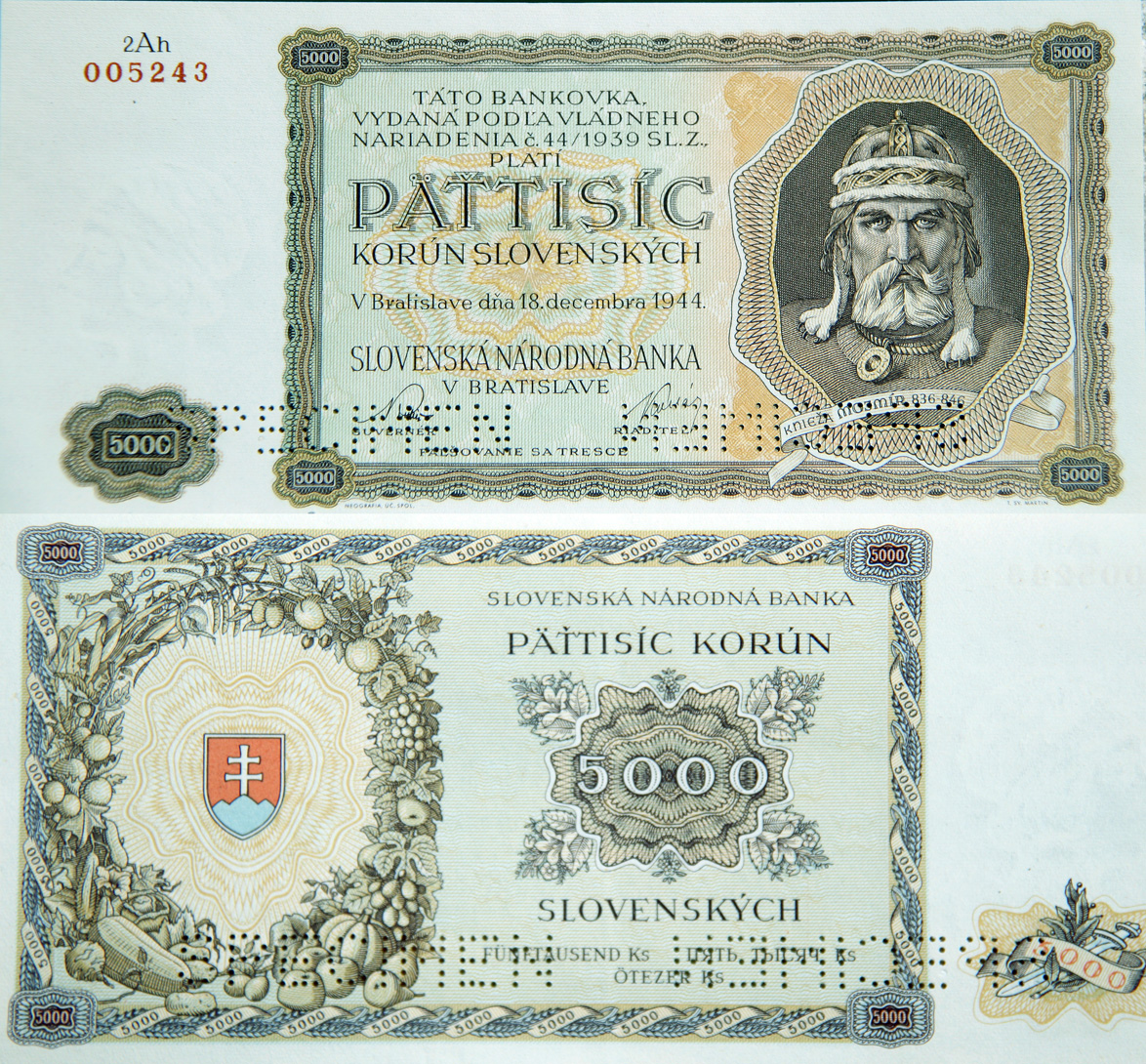
Fantasieporträt von Mojmir I. auf einer Banknote des Slowakischen Staates (1944)

Über Mojmirs Herrschaftspraxis lässt sich aufgrund der ungünstigen Quellenlage kaum Klarheit gewinnen. Daher besteht bei der Deutung und Beurteilung seiner Außenpolitik, Christianisierungspolitik und Herrschaftsetablierung unter den Historikern keine Einigkeit. So hat Mojmir je nach Interpretation der Quellen entweder außenpolitisch Unabhängigkeit vom Frankenreich angestrebt und innenpolitisch seine straffe Herrschaft konsolidiert sowie die Christianisierung aktiv betrieben, oder er orientierte sich in der Außenpolitik weitgehend an den Franken und ging Konflikten aus dem Weg, ließ die Christianisierung nur passiv zu und war im Inneren als Herrscher noch nicht umfassend anerkannt.
Dušan Třeštík sieht Mojmir als „großen Fürsten“ und „autokratischen Herrscher“, der es geschafft habe, in seinem Land 831 das Christentum als Staatsreligion durchzusetzen, ohne dadurch einen paganen Aufstand auszulösen. Mit seinem Herrschaftsantritt sei die Abhängigkeit der Mährer vom Frankenreich, in welche sie zwischen 817 und 822 geraten seien, faktisch beendet worden, da die Mährer „aus ihrem eigenen Willen heraus“ und „ohne die Kontrolle des Reiches“ die Taufe angenommen hätten. Dabei vergleicht Třeštík die Rolle Mojmirs bei der Taufe der Mährer mit jener des Großfürsten Wladimir I. bei der Christianisierung der Kiewer Rus. Wilfried Hartmann sieht die Ereignisse um Mojmirs Absetzung 846 als Ergebnis von dessen Außenpolitik, denn er sei im Begriff gewesen, ein „unabhängiges slawisches Herrschaftsgebilde zu errichten“. Eric J. Goldberg geht noch weiter und nimmt an, dass Mojmir I. in den frühen 830er Jahren „im wesentlichen zu einem König“ aufstieg, eine „ernsthafte Bedrohung“ für den ostfränkischen König Ludwig den Deutschen darstellte und versuchte, ein „unabhängiges slawisches Königreich“ zu schaffen.

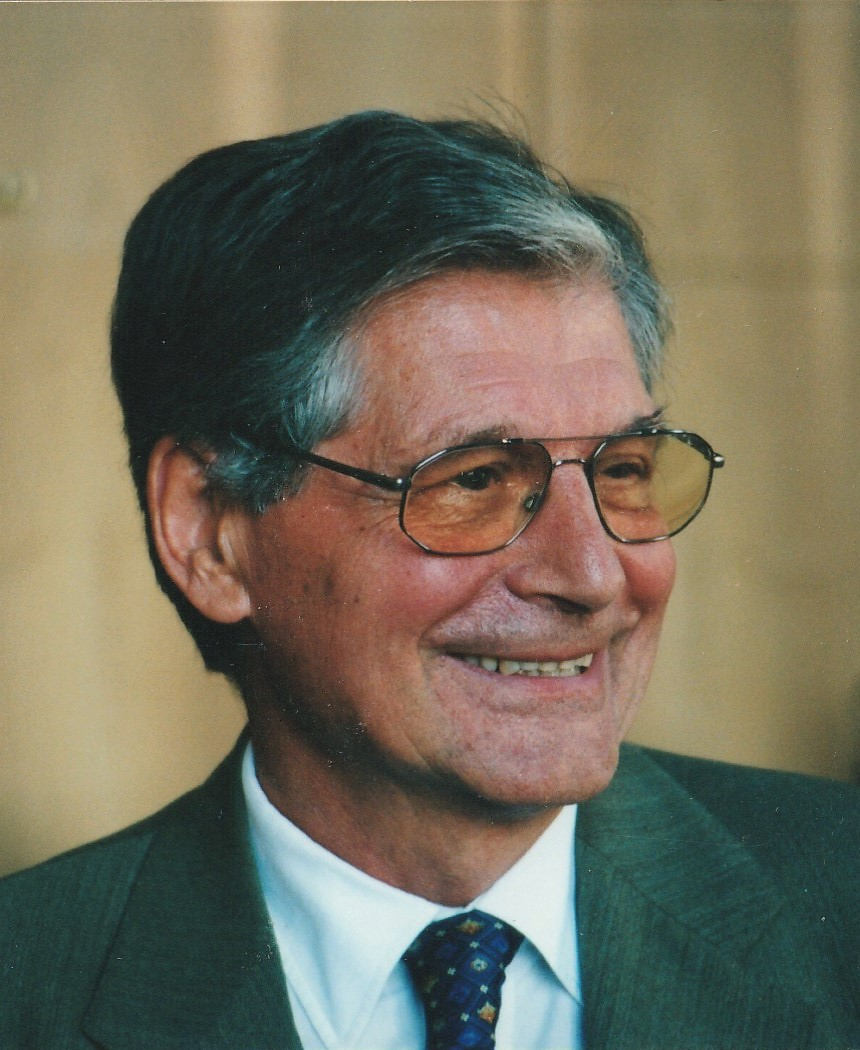
Der österreichische Historiker Herwig Wolfram (2002)

Anders äußern sich deutsche und österreichische Historiker. Jörg K. Hoensch räumt ein, dass Mojmir „vielleicht selbst getauft wurde“ und zumindest der Ausbreitung des Christentums durch die bayerisch-salzburgische Mission keine Hindernisse in den Weg stellte. Für Herwig Wolfram wiederum ist Mojmir „Repräsentant einer noch heidnischen Herrschersippe“, welche „spätestens um 850“ christianisiert worden sei. Wolfram bezeichnet die in einer späten Quelle erwähnte Missionierung Mährens durch den Passauer Bischof Reginhar 831 als „späte Erfindung“.
Seit den achtziger Jahren des 18. Jahrhunderts nahm die slowakische Nationalbewegung die Tradition des von Mojmir I. geschaffenen „Großmährischen Reiches“ als Basis einer sich herausbildenden Nationalidentität an. In Böhmen und Mähren konnte sich die Tradition auf das ununterbrochene Interesse für dieses Thema in Werken der Geschichtsschreibung seit dem Mittelalter stützen, die den Verweis auf Großmähren bei der Bildung des Königreichs Böhmen nutzten. In der Geschichtsschreibung des mit dem Dritten Reich verbündeten Slowakischen Staates (1939–1945) wurde Mojmir I. als Herrscher dargestellt, der mit der Vertreibung Pribinas aus Nitra die „slowakischen Stämme“ in einem Staatsgebilde vereinigt und so den „ersten slowakischen Staat“ geschaffen habe. Sein Verhältnis zu den „deutschen Nachbarn“ wird hier als durchwegs positiv beschrieben. Die Einschätzung Mojmirs I. in der heutigen Slowakei variiert stark. Neben seiner Charakterisierung als „slowakischer“ oder „altslowakischer“ Herrscher steht die Ansicht, er habe die kurzlebige Eigenstaatlichkeit der Slowaken oder ihrer Vorfahren unter Pribina mit der „Eroberung“ von dessen Nitraer Fürstentum beendet.
Im Jahr 1948 wurde die nahe Nitra gelegene slowakische Stadt Urmín nach Mojmir I. in Mojmírovce umbenannt. In der slowakischen Literatur wurde die Gestalt Mojmirs I. in Ján Hollýs Klagelied Stežovaní Mojmíra (dt.: Die Klage Mojmirs) und Ľudo Zúbeks Roman Svätoplukova ríša (dt.: Das Reich des Svatopluk) thematisiert.
Für die moderne tschechische Historiographie hat Mojmir I. insbesondere insofern Bedeutung, als das von ihm vereinte Mährerreich der „mächtige Nachbar, Verbündete, zeitweise Herrscher und vor allem das Vorbild“ der tschechischen Přemysliden war und den Impuls für die Entstehung des böhmischen (tschechischen) Staates gab, der gewissermaßen als der Erbe des Mährerreiches angesehen wird.
2003 wurde der Asteroid (53285) Mojmír nach ihm benannt.

## Anhang